# موسى واتارا
موسى واتارا (بالفرنسية: Moussa Ouattara)‏ (31 ديسمبر 1981 ببوبوديولاسو في بوركينا فاسو - ) هو لاعب كرة قدم باركينسي في مركز الدفاع، شارك في كأس الأمم الأفريقية 2004 وكأس الأمم الأفريقية 2010. وشارك مع منتخب بوركينا فاسو لكرة القدم. أما مع النوادي، فقد لعب مع أسفا ينينغا وفورتونا كولن وليغيا وارسو ونادي تور ونادي كايزرسلاوترن ونادي كريتيل ورابطة وارسو ‏ وDSC Wanne-Eickel ‏ وSV Schermbeck ‏.

## روابط خارجية
- موسى واتارا على موقع قاعدة بيانات كرة القدم.إي يو (الإنجليزية)
- موسى واتارا على موقع بيانات كرة القدم. دي إي (الألمانية)
- موسى واتارا على موقع ناشيونال فوتبول تيمز (الإنجليزية)
- موسى واتارا على موقع عالم كرة القدم.نت (الإنجليزية)